# Крыловский государственный научный центр
Федеральное государственное унитарное предприятие «Крыловский государственный научный центр» (ФГУП «КГНЦ») — федеральное государственное унитарное предприятие, научно-исследовательский институт, занимающийся фундаментальными исследованиями, связанными с морем, а также кораблестроением и смежной деятельностью.

## История и деятельность
Расположен в Санкт-Петербурге. Основан в 1894 году. С 1944 года носит имя академика Алексея Николаевича Крылова. С середины 1950-х годов размещался в доме на углу Суворовского проспекта и улицы Красной Конницы.
Указом президента РФ от 21.03.2007 № 396 «О федеральном государственном унитарном предприятии „Крыловский государственный научный центр“», приказом Минпроторга России от 14.09.2012 № 1289 ФГУП «Центральный научно-исследовательский институт имени академика А. Н. Крылова» переименовано в Федеральное государственное унитарное предприятие «Крыловский государственный научный центр».
В состав предприятия входят филиалы:
- Центральный научно-исследовательский институт судовой электротехники и технологии (ЦНИИ «СЭТ»)[3].
- Научно-исследовательский институт стандартизации и сертификации «ЛОТ» (НИИ «ЛОТ»)[4].

В 2008 году Правительством Российской Федерации включен в Перечень системообразующих организаций России.
В настоящее время в научном центре ведется строительство уникального исследовательского комплекса — универсального оффшорного бассейна для исследования характеристик судов, оффшорной морской техники и кораблей в сложных ветро-волновых условиях.
В настоящее время (по состоянию на 2025 год) на базе Крыловского государственного научного центра создается Национальный исследовательский центр судостроения.
В данный момент бассейн Крыловского центра является самым длинным бассейном в мире — его длина составляет 1322 метра.
Генеральный директор Д. О. Новиков.

## Известные сотрудники
- Аваков, Вениамин Богданович